# ژاک کانتلو
ژاک کانتلو (انگلیسی: Jacques Canthelou; ۲۹ مارس ۱۹۰۴ – ۱۸ آوریل ۱۹۷۳) بازیکن فوتبال اهل فرانسه بود.
از باشگاه‌هایی که در آن بازی کرده‌است می‌توان به اشاره کرد.
وی همچنین در تیم ملی فوتبال فرانسه بازی کرده‌است.